# Шнярдви
Шня̀рдви (на полски: Śniardwy; на немски: Spirdingsee) е най-голямото езеро в Полша. Намира се в североизточната част на страната и е част от Мазурските езера. Езерото има площ от 113,8 km2 и се намира на 117 метра над морското равнище.
Сред многобройните заливи два са именувани като отделни езера: Варнолти (на югозапад, 3,38 km²) и Сексти (на юг, 7,92 km²). Чрез система от протоци Шнярдви се свързва със следните езера: Тухлин и Лукнайно (на север), Миколайске (на северозапад), Рош и Бялолавки (на югоизток) и Тиркло (на североизток, 2,36 km²). Със залива Шиба площта му е 114,875 km², а със Сексти (7,92 km²), Варнолти (3,38 km²), Тиркло (2,36 km², северната опашка на Шнярдви) и Качерайно (западната част на Сексти – 1,18 km²) площта му става ок. 130 km². Езерото е заобиколено от система от канали, известна като Мазурски канали, с многобройни шлюзове. Заедно те образуват полската част на Мазурската езерна област. Отличават се 4 по-големи залива: Шиба, Лукнянски, Окартовски и Вишки (Квикски). Те се намират последователно в югозападната, северозападната, североизточната и югоизточната част на езерото. Също така може да се забележи, че на картата за плаване река Вишка, която тече в езерото, се нарича канал Шнярдви-Рос. Бреговете му са силно разчленени, покрити с борови гори или заблатени. Има и множество малки острови. Чрез река Писа се оттича на юг в река Нарев (десен приток на Висла). През зимата замръзва за 2-3 месеца. Ваоен обект за воден туризъм.